# Instituto de Biología Molecular
El Instituto de Biología Molecular (IMB) es un moderno centro de investigación en el campus de la Universidad Johannes Gutenberg en Maguncia, Alemania. Está financiado por la Fundación Boehringer Ingelheim y el estado federado de Renania Palatinado. Los científicos del IMB realizan principalmente investigaciones científicas básicas en biología del desarrollo, epigenética, envejecimiento, estabilidad del genoma y áreas relacionadas. 

## Historia[2][3]
- A principios de 2009, la Fundación Boehringer Ingelheim decidió financiar un nuevo centro de excelencia en ciencias de la vida.
- El estado federado de Renania-Palatinado financió la construcción de un nuevo edificio, que comenzó en diciembre de 2009 en el campus de la Universidad de Maguncia.
- En mayo de 2010, el biólogo del desarrollo Christof Niehrs (anteriormente en el Centro Alemán de Investigación del Cáncer, DKFZ) fue nombrado director fundador del instituto. El instituto pasó a denominarse "Instituto de Biología Molecular" y su investigación se centró en la biología del desarrollo, la epigenética y la reparación del ADN. [4]
- La mayor parte del edificio del IMB fue inaugurado en marzo de 2011.
- En julio de 2011, los primeros cinco grupos de investigación comenzaron su trabajo en el IMB, y en 2012 se sumaron cuatro grupos más.
- Entre 2013 y 2015 se incorporaron al IMB ocho grupos de investigación.
- Entre 2018 y 2021 se han unido a la IMB seis grupos.
- La financiación básica se mantendrá desde el otoño de 2020 hasta 2027 gracias a la Fundación Boehringer Ingelheim y al estado de Renania-Palatinado. [5]

## Investigación[6]
La misión del IMB es responder a preguntas clave sobre cómo crecen, envejecen y desarrollan enfermedades los organismos a través de la investigación básica en epigenética, estabilidad del genoma y campos afines.
- Joan Barau: Elementos transponibles y estabilidad del genoma
- Peter Baumann: Dinámica cromosómica, telómeros y envejecimiento [7] [8]
- Petra Beli: Biología y proteómica de la cromatina [9]
- Falk Butter: Proteómica cuantitativa
- Dorothee Dormann: Proteínas de unión al ARN en la neurodegeneración [10]
- Claudia Keller Valsecchi: Biología de las alteraciones de la dosis génica
- René Ketting: Biología del ARN no codificante [11]
- Anton Khmelinksii: Organización y dinámica del proteoma
- Julian König: Perspectivas genómicas del mundo del ARN
- Nard Kubben: Biología del envejecimiento y enfermedades relacionadas con el envejecimiento
- Edward Lemke: Biofísica sintética del desorden proteico [12]
- Katja Luck: Biología de sistemas integradores
- Brian Luke: Biología de los telómeros [13]
- Christof Niehrs: Desmetilación y reprogramación del ADN [14]
- Jan Padeken: Heterocromatina y estabilidad del genoma
- Vassilis Roukos: Biología celular del mantenimiento del genoma
- Sandra Schick: Regulación de la cromatina
- Lukas Stelzl: Regulación genética mediante separación de fases líquido-líquido
- Helle Ulrich: Mantenimiento de la estabilidad del genoma [15]
- Eva Wolf: Cronobiología estructural

## Iniciativas de investigación conjunta
El IMB coordina una serie de iniciativas conjuntas de investigación con instituciones de Maguncia (la Universidad Johannes Gutenberg, el Centro Médico Universitario y el Instituto Max Planck de Investigación de Polímeros) y de otros lugares.
Iniciativas de investigación conjunta actuales:
- El SFB 1361 [16] sobre "Regulación de la reparación del ADN y la estabilidad del genoma" financiado por la DFG
- El «Centre for Healthy Ageing» (CHA), un centro virtual de investigación que reúne a investigadores en reparación del ADN, biología de los telómeros, epigenética, resiliencia, inmunología y especialidades clínicas en el contexto del envejecimiento.[17]
- El proyecto «Resiliencia, Adaptación y Longevidad» (ReALity), [18]una iniciativa conjunta de todos los investigadores principales de la Facultad de Biología, el Programa de Neurociencias Traslacionales (FTN), el Centro de Investigación en Inmunoterapia (FZI) y el Centro de Biología Vascular Traslacional (CTVB) de la Universidad Johannes Gutenberg de Maguncia.
- El «Programa de Investigación sobre la Ciencia del Envejecimiento Saludable» (SHARP), [19]un programa de doctorado conjunto del IMB, la Universidad Johannes Gutenberg y el Centro Médico Universitario de Maguncia (UMC).
- El grupo de formación en investigación GenEvo sobre “Regulación genética en la evolución” [16]
- Programa de Doctorado Internacional (IPP) del IMB
- Escuela Internacional de Verano (ISS) del IMB, una experiencia de investigación anual de seis semanas para estudiantes
- Programa de posdoctorado del IMB (IPPro)

Además, IMB imparte un Programa de Formación Avanzada con cursos breves sobre competencias interpersonales.

## Programa de Doctorado Internacional (IPP)[20]
El Programa Internacional de Doctorado está coordinado por el Instituto de Biología Molecular. Los grupos participantes se encuentran en las siguientes instituciones:
- Instituto de Biología Molecular (IMB)
- Universidad Johannes Gutenberg (JGU)
- Centro Médico Universitario (UMC)

Los grupos de investigación de la IPP abarcan una amplia gama de especialidades en envejecimiento y enfermedad, reparación del ADN y estabilidad del genoma, epigenética y dinámica nuclear, bioinformática y biología computacional, biología del ARN, y regulación y evolución de los genes.
La financiación básica del IPP procede de las tres principales instituciones participantes: IMB, JGU y UMC.

## Escuela Internacional de Verano[20][21]
La Escuela Internacional de Verano (ISS) es un programa de 6 semanas centrado en «Regulación génica, epigenética y estabilidad del genoma». La ISS ofrece a estudiantes de grado y de máster de todo el mundo, destacados y entusiastas, la oportunidad de adquirir excelentes habilidades prácticas y formación práctica de la mano de científicos líderes en biología molecular.

## Programa de Postdoctorado[22]
El Programa Postdoctoral de IMB (IPPro) se creó específicamente para proporcionar a los postdoctorales de IMB el apoyo científico y técnico necesario y una tutoría personalizada para acelerar sus carreras, incluyendo seminarios científicos, cursos y eventos, formación técnica, formación en habilidades profesionales, tutoría y desarrollo profesional.

## Consejo Asesor Científico (SAB)[23]
Miembros actuales del SAB:
- Prof. Peter Becker (Centro Biomédico de Múnich, Universidad Ludwig Maximillian )
- Prof. Bradley Cairns ( Instituto Oncológico Huntsman, Universidad de Utah )
- Prof. Malene Hansen (Instituto Buck de Investigación sobre el Envejecimiento)
- Prof. Ian Hickson (Centro de Estabilidad Cromosómica y Centro de Envejecimiento Saludable, Universidad de Copenhague )
- Prof. Rudolf Jaenisch ( Instituto Whitehead de Investigación Biomédica)
- Prof. Ruth Lehmann ( Instituto Whitehead de Investigación Biomédica)
- Prof. Marina Rodnina ( Instituto Max Planck de Química Biofísica, Göttingen)

## Infraestructura
El IMB está ubicado en un nuevo edificio de investigación de 6.000 m² con laboratorios, oficinas, salas de seminarios y un gran auditorio. El IMB está situado muy cerca de muchos institutos de la Universidad Johannes Gutenberg de Maguncia, dos Institutos Max Planck, la Universidad de Ciencias Aplicadas de Maguncia y el Centro Médico Universitario. Cerca de Frankfurt y Darmstadt hay también ciudades con amplias actividades científicas, entre las que destacan las investigaciones de la Universidad Goethe de Frankfurt y la Universidad Técnica de Darmstadt .

## Personas relacionadas con el instituto
- Christof Niehrs, premio Leibniz, director fundador del IMB.
- Rudolf Jaenisch, pionero en el campo de la investigación transgenética, miembro del Consejo Asesor Científico.
- Ernst Ludwig Winnacker, reconocido bioquímico y gestor de investigaciones, anterior miembro del Consejo Asesor Científico.
- Peter Baumann, titular de la Cátedra Humboldt y Director Adjunto del IMB, fue elegido miembro de la Organización Europea de Biología Molecular en 2019 [24]
- Christoph Cremer, físico alemán, emérito de la Universidad Ruprecht-Karls de Heidelberg, profesor honorario de la Universidad de Maguncia y jefe de grupo emérito del IMB
- Nuevo programa internacional de doctorado en ciencias de la vida, Embajada de Alemania, Nueva Delhi, 02.01.2012.
- IMB - un nuevo centro para la investigación en ciencias de la vida, Encuentros EMBO, invierno 2011/2012, pág. 14.
- Petra Giegerich: Inauguración festiva del Instituto de Biología Molecular de la Universidad Johannes Gutenberg de Maguncia, informe de innovaciones, 16.03.2011.